# La Joya de Manzanillo
La Joya de Manzanillo är en ort i Mexiko.   Den ligger i kommunen Zitácuaro och delstaten Michoacán de Ocampo, i den södra delen av landet, 120 km väster om huvudstaden Mexico City. La Joya de Manzanillo ligger 2 203 meter över havet och antalet invånare är 505.
Terrängen runt La Joya de Manzanillo är huvudsakligen kuperad, men åt sydost är den bergig. Runt La Joya de Manzanillo är det ganska tätbefolkat, med 90 invånare per kvadratkilometer. Närmaste större samhälle är Heróica Zitácuaro, 5,8 km väster om La Joya de Manzanillo. I omgivningarna runt La Joya de Manzanillo växer i huvudsak blandskog.